# Shenuda III di Alessandria
Papa Shenuda III (talvolta italianizzato come Senuzio III) (in arabo شنودة الثالث‎?), nato Nazīr Gayyid Rūfāʾīl (Asyūṭ, 3 agosto 1923 – Alessandria d'Egitto, 17 marzo 2012) è stato un vescovo cristiano orientale e teologo egiziano, 117º papa della Chiesa ortodossa copta dal 14 novembre 1971 fino alla sua morte.
Venne ordinato presbitero nel 1954 e venne consacrato vescovo il 30 settembre 1962.
Laureatosi all'Università del Cairo e poi al seminario teologico della Chiesa copta ortodossa, divenne monaco assumendo il nome di Antonio il Siro quando entrò nel monastero dei siriani di Wādī al-Natrūn (dedicato a Maria Theotókos). Nel 1958 ricevette gli ordini sacri. Nel 1962 il suo predecessore, Papa Kerollos VI, lo ordinò vescovo per l'educazione cristiana e decano del seminario copto ortodosso (lo stesso dove aveva studiato). Nazīr prese il nome di Shenuda, richiamandosi a due papi della Chiesa copta: Shenuda I (859–880) e Shenuda II (1032–1047).
Ha svolto il sacro ministero di Papa della Chiesa ortodossa copta dal 14 novembre 1971, presiedendo all'espansione mondiale della chiesa copta. Durante il suo papato ha consacrato i primi vescovi per le diocesi americane che ora contano (dal 1971) un centinaio di chiese, come pure i primi vescovi in Australia e nell'America meridionale.
Sin dagli anni settanta papa Shenuda divenne noto per il suo impegno per l'unità dei cristiani e per la ricerca del dialogo ecumenico fra le chiese cristiane.
È morto il 17 marzo 2012 dopo una lunga malattia.

## Biografia

### Formazione
Nato nel 1923 a Salām, un villaggio del governatorato di Asyut, nell'Alto Egitto, Nazīr è il più giovane di una famiglia di otto figli. Dall'età di 16 anni divenne molto attivo nella sua parrocchia come insegnante di catechismo, prima nella chiesa di Sant'Antonio a Shubra e poi nella chiesa di Santa Maria a Mahmasha.
Dopo la laurea in storia all'Università del Cairo, lavorò di giorno come insegnante di scuola superiore di lingua inglese e scienze sociali, e frequentò di sera corsi al Seminario teologico copto. Dopo aver conseguito il diploma del seminario (1949), insegnò studi neotestamentari.

### Carriera ecclesiastica
Il 18 giugno 1954 il giovane Nazīr si ritirò a vita monastica nel monastero di al-Suryan nel deserto occidentale dell'Egitto; assunse il nome di padre Antonio il Siro Antonyos al-Suryānī. Per sei anni, dal 1956 al 1962, visse in solitudine in una grotta a circa 10 km dal monastero, dedicandosi alla preghiera, alla meditazione e all'ascesi.
In seguito divenne ieromonaco al monastero dei Siriani dedicato a Maria Theotókos (situato nel Wādī al-Natrūn) col nome di padre Antonio. Durante un periodo in cui padre Antonio visse in eremitaggio, papa Cirillo VI di Alessandria lo scelse come vescovo per l'educazione cristiana e decano dell'università teologica copta ortodossa; Antonio scelse il nome di Shenuda. Durante la gestione di Shenuda, il numero degli studenti triplicò.
Shenuda ebbe la consacrazione papale col nome di Shenuda III, 117º papa di Alessandria e patriarca della sede di San Marco il 14 novembre 1971.

### L'esilio sotto Sadat
Il 3 settembre 1981 il presidente egiziano Anwar al-Sadat condannò papa Shenuda all'esilio nel monastero di San Bishoi nel Wādī al-Natrūn. Altri otto vescovi, 24 preti e numerosi esponenti di spicco della comunità copta furono arrestati. Sadat sostituì la gerarchia copta con una commissione di cinque vescovi e considerò Shenuda come "ex papa". Il 2 gennaio 1985, più di tre anni dopo l'omicidio di Sadat, avvenuto nel 1981, il successore Hosni Mubarak liberò papa Shenuda dall'esilio. Rientrato al Cairo, celebrò la messa di Natale il 7 gennaio davanti a più di 10.000 fedeli.

### La malattia e la morte
Nei suoi ultimi anni di vita papa Shenuda soffrì di diabete e di disturbi ai reni. Alcuni mesi prima della sua morte si era sparsa la voce che fosse entrato in coma.
Shenuda III è morto il 17 marzo 2012 (8 Paremhat 1728 secondo il calendario copto) in seguito alle su citate complicazioni di salute. Il suo successore fu Tawadros II.

## L'espansione mondiale della Chiesa copta
Il papato di Shenuda ha coinciso con l'espansione mondiale della Chiesa copta. Nel 1971 le chiese copte erano solo quattro in tutto il Nord America, mentre ora sono più di cento, con due vescovi; in Europa vi sono più di 50 chiese e dieci vescovi; in Australia vi sono due vescovi e numerose parrocchie; in Africa due vescovi missionari in nove paesi africani (Egitto escluso); vi sono chiese copte anche nei Caraibi e in Sud America.
Quando l'Eritrea divenne politicamente indipendente dall'Etiopia, il presidente Isaias Afewerki impose che la Chiesa locale si rendesse indipendente dalla Chiesa ortodossa etiope, che a sua volta dipendeva da Alessandria. Papa Shenuda III ordinò il primo patriarca d'Eritrea col nome di Sua Santità patriarca Filippo I (Abouna Philipos di Eritrea). Questa fu la seconda ordinazione di un patriarca effettuata da un papa di Alessandria nel XX secolo (la prima fu quella di papa Cirillo III con il primo Catholicos di Etiopia negli anni sessanta).

## Impegno per l'unità dei cristiani
Nel 1973 papa Shenuda fu il primo papa copto ad incontrarsi con il papa di Roma (all'epoca Paolo VI) dopo più di 1500 anni. Durante la visita i due papi firmarono una dichiarazione comune sulla cristologia e si accordarono per ulteriori colloqui in materia di ecumenismo. Nell'occasione non mancarono anche dialoghi con diverse chiese protestanti.

L'impegno ecumenico del papa si è concretizzato nell'ingresso della Chiesa copta in diversi organismi ecumenici e nella visita ad alcune chiese sorelle della tradizione ortodossa, come Costantinopoli, Mosca e Antiochia.

## Pubblicazioni e scritti
Fin dal 1962 Papa Shenuda III è stato il direttore di El-Keraza Magazine, la pubblicazione ufficiale della chiesa copta. Egli fu il primo patriarca di Alessandria che dal V secolo è stato il direttore del seminario teologico e che ha continuato a tenere lezioni nei seminari del Cairo, di Alessandria e all'estero, e all'Istituto superiore di studi copti. Shenuda inoltre ha istituito nuove sedi del seminario in Egitto e all'estero.

Papa Shenuda ha scritto più di 100 libri.

## Onorificenze

### Onorificenze egiziane
Cavaliere di gran croce dell'Ordine al merito